# Sporting Clube de Portugal (Superleague Formula)
Sporting Clube de Portugal is een Portugees racingteam dat deelneemt aan de Superleague Formula. Het team is gebaseerd op de voetbalclub Sporting Clube de Portugal dat deelneemt aan de SuperLiga.

## 2009
2009 was het eerste seizoen van Sporting in de Superleague Formula. De Portugees Pedro Petiz was het hele jaar de coureur voor de club. Het hoogtepunt van het jaar vond plaats op Monza, hier behaalde hij pole position in de tweede race en verzilverde dit met een overwinning. Voormalig Formule 1-constructeur Zakspeed runde het team.

## 2010
In 2010 is de Spanjaard Borja García de coureur van Sporting. Dit jaar wordt het team gerund door Reid Motorsport.
Actief in 2011: RSC Anderlecht · Atlético Madrid · Team Australië · Team Brazilië · Team China · Team Engeland · Galatasaray SK · Girondins de Bordeaux · Team Japan · Team Luxemburg · Team Nederland · Team Nieuw-Zeeland · PSV Eindhoven · Team Rusland · Sparta Praag · Team Zuid-Korea
Niet actief: Al Ain FC · FC Basel · Beijing Guoan · Borussia Dortmund · SC Corinthians Paulista · Clube de Regatas do Flamengo · Liverpool FC · FC Midtjylland · AC Milan · Olympiakos Piraeus · Olympique Lyonnais · FC Porto · Glasgow Rangers · AS Roma · Sevilla FC · Sporting Clube de Portugal · Tottenham Hotspur FC